# 大秦文明园
大秦文明园，位于陕西省西咸新区秦汉新城一座历史文化旅游园区，由秦文明广场、陕西历史博物馆秦汉馆、秦咸阳城国家考古遗址公园组成。

## 历史
大秦文明园区总体规划以秦汉大道为轴带，占地面积约7628亩，形成“大都市秦汉文化主轴带”，由中国万古秦风苑（后更名为秦咸阳城国家考古遗址公园）、咸阳博物院（后改设为陕西历史博物馆秦汉馆）、秦文明广场三大板块组成。2010年10月9日，秦咸阳城遗址被列入首批国家考古遗址公园立项名单。2017年4月，秦咸阳城遗址保护管理工作整体划转西咸新区秦汉新城。

## 秦文明广场
秦文明广场是以秦汉历史文化为主轴的绿色城市文化广场，南临渭水、北望博物馆、西邻秦汉大道、东邻秦宫一路，总面积125.5公顷。以秦尚水德立意，以黄河峡谷和秦川沟壑为摹本，以篆书的笔画为道路骨架设计。秦文明广场占地约1870亩，投资约43亿元，有300余种乔木、灌木、花草。中轴线有“秦人的步伐”雕塑群组。广场总体平面呈现“一轴四翼”的平面布局，南北向为核心轴线，东西连接秦汉大道、秦宫一路处设四个次入口通道。
2018年8月，秦文明广场项目进入后期收尾阶段，招商展示中心（秦文明会客厅）、兰池二路下穿隧道工程、广场地下旅游综合服务区公共停车场以及地下商业基本完工，广场中轴景观带形成雏形，地形绿化、广场道路铺装等工作则接近结束。2018年10月1日，秦文明广场正式对外开放，位于兰池大道与泾渭大道交汇处的东北角。秦文明广场三号下沉商业广场有秦汉乐·惠超市。

## 陕西历史博物馆秦汉馆

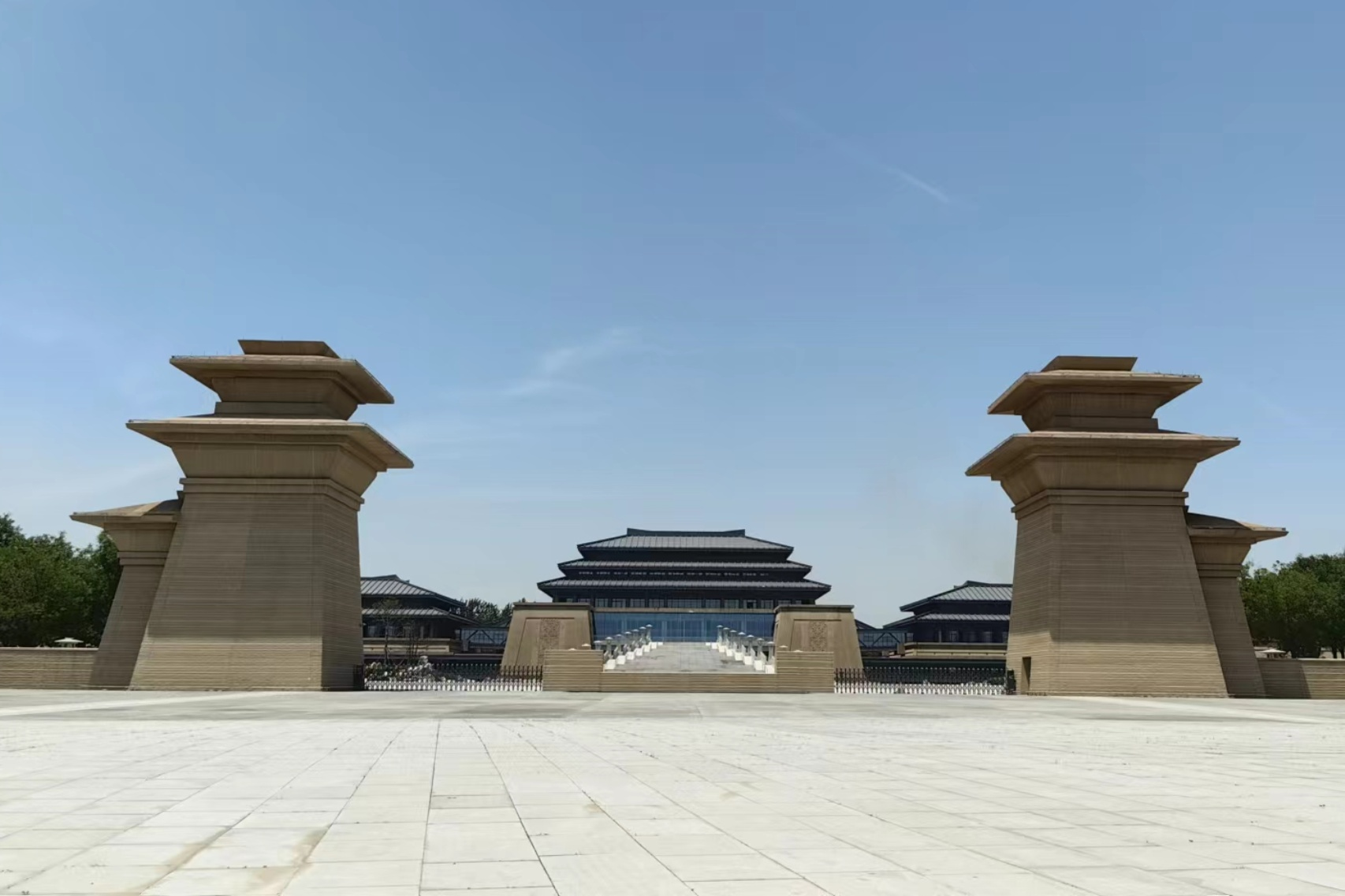
陕西历史博物馆秦汉馆

陕西历史博物馆秦汉馆，简称陕历博秦汉馆，曾计划用名咸阳博物院、秦咸阳博物院、秦文化博物院，位于陕西省西咸新区秦汉新城窑店街道的一座在建博物馆，与秦咸阳城考古遗址公园、秦文明广场组成大秦文明园。该馆最初是作为咸阳博物馆的新馆开建的，但因建设过程中馆址所在的西咸新区被划归西安市代管，新馆归属成为问题，建成后迟迟未能布展开放。2022年，该馆被移交给陕西历史博物馆，成为陕历博的一座分馆，称“陕西历史博物馆秦汉馆”，计划2024年5月18日正式开放。

## 秦咸阳城国家考古遗址公园
2015年，在科学保护秦咸阳城遗址的基础上建设“中国·万古秦风苑”项目获得国家批准。2016年5月13日，“中国·万古秦风苑”暨秦咸阳国家考古遗址公园项目签约，根据当时报道，承建方陕西万古秦风集团将以VR技术在秦咸阳城遗址打造先秦文化主题公园。该项目由“秦咸阳城国家考古遗址公园”和“大秦文化创意产业综合体”两个园区组成，占地约5100亩，总投资25亿元，拟2016年12月启动建设，2019年6月开园运营。
根据最初规划，秦咸阳城国家考古遗址公园由遗址保护性展示区、公共考古体验区、百家争鸣文创区、七国风华商市体验区、农耕文明体验区和军事文明体验区六大主题板块构成，再现春秋至秦朝的历史场景，重构古代市井文化生活。大秦创意文化产业综合体则被规划为开放型、共享型、智慧型产业综合体。
2022年7月，陕西省人民政府公布《秦咸阳城遗址保护总体规划（2021—2035年）》，规划中的秦咸阳城国家考古遗址公园，总占地面积5000余亩，遗址公园将以秦变法图强、统一六国为主线，使用虚拟现实技术实景还原春秋、战国、秦的时代情景，在保护宫殿遗址的基础上形成秦文化的主题展览区，开展“寻宝奇兵，闯关秦汉”的主题研学活动，打造陕西省考古展示体验基地。
至2023年2月，陕西省文物局发布的《陕西省文物基本数据（2022版）》中秦咸阳城考古遗址公园仍为立项未建成状态。